# Prevenhuberhaus

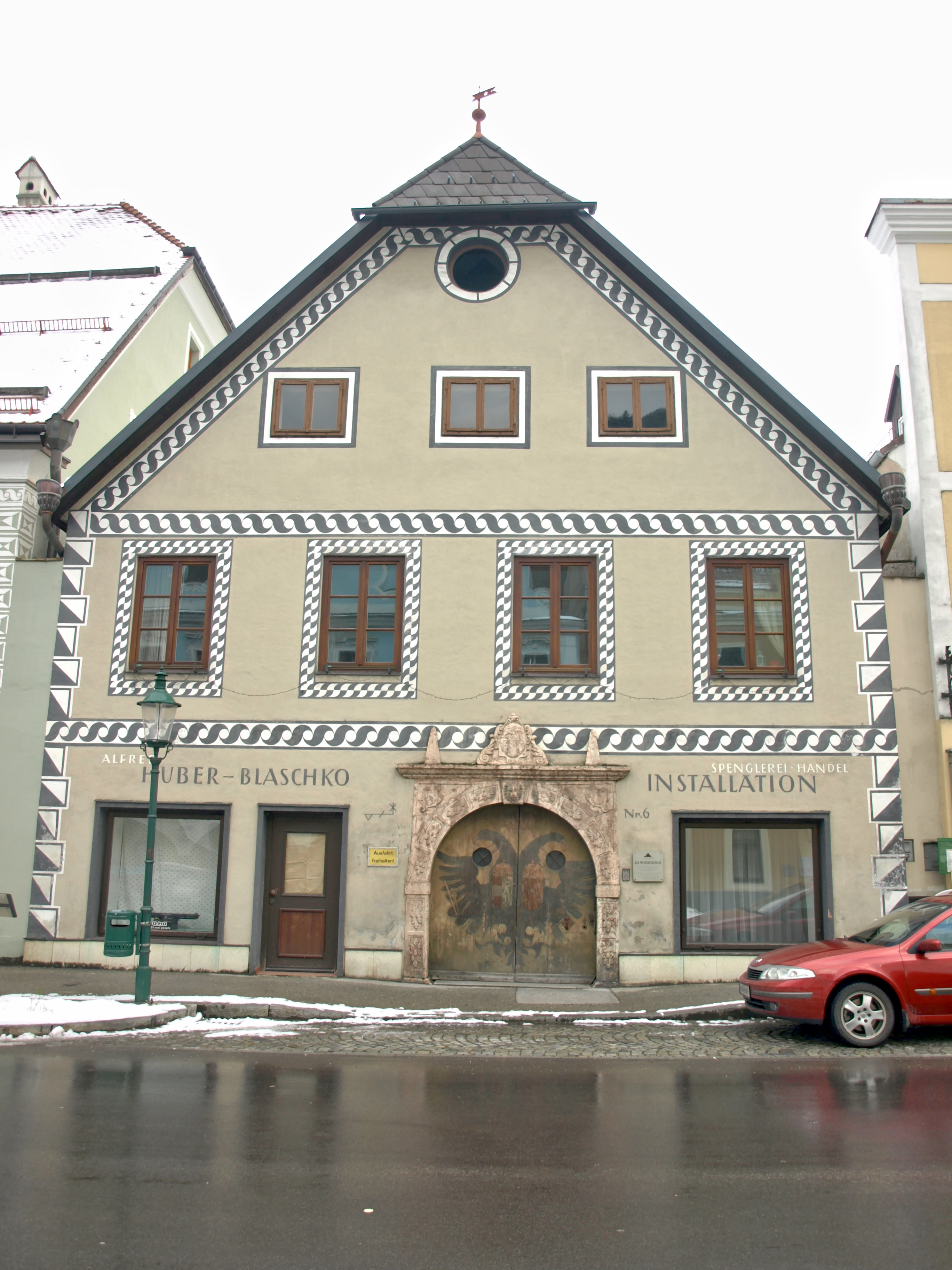
Prevenhuberhaus in Weyer

Das Prevenhuberhaus steht auf Marktplatz 6 in der Marktgemeinde Weyer im Bezirk Steyr-Land in Oberösterreich. Das ehemalige Bürgerhaus steht unter Denkmalschutz (Listeneintrag).

## Geschichte
Das spätgotische Gebäude wurde in der zweiten Hälfte des 16. Jahrhunderts erbaut.
Mit der Gründung der Innerberger Hauptgewerkschaft 1625 ging das Haus an Valentin Preuenhueber, später Prevenhuber, welcher der Leiter der Innerberger war. Im Zuge der Gegenreformation musste er 1629 als Protestant Österreich verlassen und zog nach Regensburg. Am Anfang des 19. Jahrhunderts diente das Haus als Urbaramt des Marktes Weyer. Mit 1813 kam das Haus in bischöflichen Besitz und wurde als Handwerksbetrieb, als Werkstätte und als Geschäftslokal genutzt, wie einige Nennungen an der Fassade zeigen.
Bei der Restaurierung des Haustores 1959 wurde das Halbmaßzeichen der Prevenhueber (Hausmarke) auf der Hausfront angebracht. Um 1990 renovierte der Steyrer Restaurator Josef Wintersteiger das Tor und reinigte das Steingewände.
Nach der Nutzung durch Fotografen und einem Leerstand wurde das Gebäude 2020 von den Eheleuten Maria und Konrad Neubauer erworben und in Abstimmung mit dem Bundesdenkmalamt restauriert. Das Erdgeschoß wird seitdem als Ausstellungshaus für Fotografie und Medienkunst genutzt.

## Architektur
Das ehemalige Bürgerhaus zeigt zum Marktplatz eine zweigeschoßige Giebelfront mit einem ausgebauten Dachboden. Das rundbogige Portal im Renaissancestil entstand 1642 aus Aflenzer Sandstein, die Torflügel um 1800 zeigen den Doppeladler und das Wappen der Innerberger Hauptgewerkschaft. Die Giebelfassade ist mit reichem Sgraffitodekor geschmückt.
Der etwa schulterbreite Abstand zu den Nachbargebäuden, die sogenannte Reiche, wurde ursprünglich aus feuerpolizeilichen Gründen vorgeschrieben, um Wasserkübel und Leitern zum Brandherd zu bringen, die Reiche ist beidseits vermauert.

## Ausstellungen
- Liste der Ausstellungen im Prevenhuberhaus